# Leupung Cut
Leupung Cut is een bestuurslaag in het regentschap Aceh Besar van de provincie Atjeh, Indonesië. Leupung Cut telt 469 inwoners (volkstelling 2010).